# Michelbuch (obszar wolny administracyjnie)
Michelbuch - obszar wolny administracyjnie (gemeindefreies Gebiet) w Niemczech w kraju związkowym Hesja, w rejencji Darmstadt, w powiecie Bergstraße. Teren jest niezamieszkany.  